# Де Вевер, Ануна
Ануна Де Вевер (нидерл. Anuna De Wever; род. 16 июня 2001 года, Мортсел, Антверпен, Бельгия) — бельгийская экологическая активистка, один из лидеров школьной забастовки за климат в Бельгии. Лидер движения «Молодёжь за климат».

## Биография
Ануна Де Вевер родилась 16 июня 2001 года в Мортселе. Совместно с Кирой Гантуа и Аделаидой Шарлье де Вевер стала одним из лидеров в школьной забастовке за климат в Бельгии.
После школьных забастовок, правоцентристский министр окружающей среды Фландрии Джоке Шаувлиге был вынужден уйти в отставку после ложного утверждения о том, что климатическая забастовка была прикрытой политической организацией.
В августе 2019 года внутренние разногласия привели к расколу движения «Молодежь за климат» с уходом соучредителя Киры Гантуа.
В 2019 году Де Вевер появилась на музыкальном фестивале Pukkelpop, пытаясь привлечь внимание публики к проблемам климата. Выступление организации разозлило некоторых посетителей фестиваля, после чего начали бросать в них бутылки с мочой, а затем преследовали их и угрожали физической расправой.
В октябре 2019 года Де Вевер была одной из самых молодых климатических активисток, отправившихся на корабле Regina Maris в трансатлантическое путешествие на конференцию Организации Объединённых Наций по изменению климата в Сантьяго, Чили.
В феврале 2020 года, вернувшись из Южной Америки, прошла стажировку от партии Европейский свободный альянс зеленых в Европейском парламенте, не вступая в партию.
Де Вевер — небинарная персона.

## Награды
В 2019 году Ануна Де Вевер совместно с Кирой Гантуа получила премию Ark Prize of the Free Word.
В сентябре 2019 года Де Вевер и Аделаида Шарлье получили награду посла совести Бельгии от имени организации «Молодежь за климат».